# Station Lądek Stójków
Station Lądek Stójków is een spoorwegstation in de Poolse plaats Stójków.